# Султанија Рабија (супруга Ахмеда II)
Султанија Рабија (тур. Rabia Sultan) супруга Ахмеда II. 

## Живот
Рођена је око 1670 највероватније у Бугарској. У харем пропада око 1690. године. Једну годину по њеном доласку у харем устоличен бива Ахмед II али његова мајка Султанија Муазез је умрла 1687. године те он остаје без Валиде. Упада у очи Ахмеду и тиме постаје његова драга, убрзо Рабија постаје Ахмедова омиљена и прва жена. Пошто је Муазез умрла Рабија је као супруга владара била најмоћнија на двору. Када године 1692 рађа близанце Принца Ибрахима и Селима званично добија титулу Хасеки султаније. Потом одмах следеће године смрћу свог сина Селима који је још увек био изузетно мали она проживљава огромну бол и суочава се са губитком детета, коју су такође већина Османских султанија искусиле. Родиће 1694 своје треће дете као и последње једину кћер Султанију Асије. Њен супруг Ахмед умире 6. фебруара 1695 и устоличен бива Мустафа II, она бива протерана у стари двор где ће исте године у децембру поново искусити бол губитка детета овога пута такође мала Асије умире. Њен старији си Принц Ибрахим преживљава и остаје на двору где ће га одгајати Валиде султанија Еметулах Рабија Гулнуш. Принц Ибрахим постаје престолонаследник трона 1703, али трон наслеђује ипак Ахмед III. Ибрахим ће умрети 1714. Рабија је за време владавине свог супруга била је веома цењена жена у царству, јако су је цениле Династијске Султаније. Такође је добила огромну количину дијамантског накита и Дијамантску круну Муазез Султаније, била је позната и њена веома скупоцена бунда коју је поседовала. Провела је 17 година у Старом двору, тачније све до своје смрти. Умире две године пре свог сина односно 1712. године у Старом двору, све и да је њен син на крају завршио на престолу она му не би могла бити подршка и Валиде јер умрла пре њега.